# Vojtech Löffler
Vojtech Löffler noto localmente con il soprannome di Béla báči (Košice, 16 marzo 1907 – Košice, 11 febbraio 1990) è stato uno scultore slovacco.

## Biografia
Era figlio di Mihály Löffler, un ufficiale dell'esercito austro-ungarico e di sua moglie Augusztina (Erzsébet), nata Krucsay, appartenente a una nobile famiglia della regione di Šariš.
Dopo aver frequentato le scuole a Košice e per un breve periodo a Târgu Mureș, si diploma come odontotecnico nel 1923 e nel 1927 iniziò questa professione, dedicandosi però alla scultura, di cui aveva appreso i rudimenti a Praga fin dal 1925. Nello stesso anno compì un soggiorno di studio a Vienna. Nel 1931 prese parte a incontri internazionale di lotta a Miskolc, a Košice e a Užhorod. Nel 1932 e nel 1933 a Budapest fu studente provato degli scultori Tibor Vilt e Ferenc Medgyessy. Nel 1936 tornò a Praga per l'esame pratico di odontotecnico, ma nel contempo frequentava lo scultore Welimský, da cui imparò la scultura in pietra. 
Nel 1937 espose le sue opere per la prima volta in una mostra al Museo della Slovacchia orientale di Košice e compì soggiorni di studio a Londra e a Parigi. Nel 1938 ebbe il primo premio nel concorso per la lapide commemorativa di Francesco II Rákóczi a Košice; nello stesso anno visitò l'Italia.
Alla fine della Seconda guerra mondiale fu deportato in Unione Sovietica dall'Armata Rossa. Internato in un campo di prigionia fino all'agosto del 1947, fece parte di un gruppo di sette scultori: successivamente descriverà sarcasticamente questa drammatica esperienza come "l'attività di un artista meritevole in Unione Sovietica".
Nel 1947 ritornò a Košice per dedicarsi interamente alla scultura, abbandonando definitivamente la professione di odontotecnico. Il 9 dicembre sposò Emília (Milka) Petrová, di due anni più vecchia di lui. Numerose sue opere di questo periodo sono statue di politici comunisti, come la statua in marmo di Lenin per Košice, anche se non abbandonò del tutto la sua produzione di arte sacra, come dimostra il Corpus Domini dell'altare maggiore della chiesa di Krásna nad Hornádom.
Dal 1956 al 1965 compì numerosi viaggi all'estero: Ungheria, Polonia, Unione Sovietica, Grecia, Egitto, Libano, Siria, Germania Est, Stati baltici, Stati Uniti e Canada. In questi ultimi due paesi tornò per un soggiorno di un anno fra il 1967 e il 1968. Pur dedicandosi principalmente a opere commissionategli dalle autorità come monumenti tipici del regime e sculture per interni collocate in edifici pubblici, fu autore anche di opere di soggetto religioso, soprattutto nella sua attività per monumenti funebri.
Il 26 marzo 1974 morì la moglie Milka. 
Nel 1978 lo Stato gli conferì il titolo di artista meritevole, nel 1981 ebbe il premio alla carriera del Ministero della cultura della Repubblica Socialista Slovacca e nel 1986 fu insignito dell'Ordine del Lavoro. Nel 1987 l'Ungheria gli conferisce l'Ordine della Stella (A Magyar Népköztársaság Csillagrendje). 
L'8 aprile 1988, all'età di 81 anni, sposò in seconde nozze la settantottenne Klára Schönherzová e nello stesso anno si trasferì nella casa di Alžbetina ulica, che dopo la sua morte avvenuta nel 1990, fu donata alla città e trasformata in un museo per accogliere le sue opere. Ebbe con la sua città un legame profondo: oltre al fatto che le sue opere in gran parte ornano la città, ebbe un buon rapporto con la comunità artistica, che cercò sempre di aiutare anche economicamente. Di carattere ameno e gioviale, accolse la notizia che una delle sue opere era stata rubata da una mostra, commentando "se l'hanno rubata, è segno che a qualcuno piaceva!".

## Linguaggio artistico
Löffler, che operò sempre come artista individuale, estraneo a gruppi e correnti, affrontò il problema della composizione di materiali e volumi scultorei, della formalizzazione del linguaggio artistico, ottenuto con soppressione dei dettagli a favore di forma fluenti, che prevalgono sulla percezione rigorosa e anatomicamente coerente del corpo e delle sue leggi anatomiche. La privazione la basicità delle connessioni anatomiche nella rappresentazione del corpo umano, la minimizzazione della fisionomia o la rinuncia ai segni poetici o all'espressione emotiva più espressiva, risponde all'esigenza di stilizzazione della forma. Lo scultore ha integrato il processo di arte riduttiva collegando il linguaggio artistico alle caratteristiche di una forma d'arte primitiva. Con le sue numerose serie di sculture in legno intagliato, ma anche di pezzi fusi in metallo, sembra negare la necessità di rispettare le proporzioni e l'espressione scultorea, limitando l'anatomia della figura umana. Queste forme semplificate e concettualizzate suggeriscono un ritorno meraviglioso dell'artista alla misteriosa creatività primitiva e arcaica, per cui alcuni autori menzionano il suo atavismo.
Tuttavia Vojtech Löffler non aveva un programma artistico radicalmente e tenacemente formulato. Nonostante l'opera in parte realistica, anche quella monumentale, lo scultore rimane principalmente uno scultore per interni. La forma narrativa-descrittiva e geometrizzata si intrecciava continuamente con tutto il suo lavoro. Questa tensione ha legittimato entrambe le linee nel lavoro dell'artista, risultante dalle motivazioni evolutive fondamentali della sua opera. Nella concezione scultorea di Löffler, c'è una certa tensione o sovrapposizione tra le sue diverse polarità: la pura forma scultorea con l'assenza di dettagli contrasta con l'approccio dell'intagliatore, che è principalmente interessato a soffermare i dettagli. Un certo manierismo in piccoli disegni accentuati, un'enfasi sugli attributi tecnici e sulla bravura, lo sforzo per una sorta di abilità d'intaglio o una relazione estrema con i dettagli si discosta chiaramente dalle tendenze scultoree contemporanee. La persistente ricerca dell'artista di bellezza e nobiltà nella struttura del legno, nella pietra, un profondo interesse per la perfezione della lavorazione e l'esclusività dei materiali sono gli attributi della cultura scultorea classica e in una certa misura l'antitesi dei concetti di arte contemporanea, che tende a dematerializzare l'opera d'arte.

## Il museo e la biblioteca
La casa di Alžbetina ulica, che fu l'ultima residenza dell'artista, dal 1993 ospita il museo Vojtech Löffler, la biblioteca Vojtech Löffler e la camera dell'artista.
Il museo raccoglie la sua collezione privata, di circa 2000 pezzi, fra cui ceramiche, autoritratti di artisti di Košice di cui fu amico come Elemír Halász-Hradil, Ľudovít Čordák, Konštantín Bauer, Gejza Kieselbach, János Kmetty, Anton Jasusch, Vlado Šipoš, Ľudovít Feld, František Reichentál, Július Jakoby, Juraj Collinásy, Imrich Oravecz, Štefan Roskoványi, oltre alle sue sculture.  
La biblioteca raccoglie più di 2000 volumi di arte, cultura, storia, religione e geografia.